# Christos Staikouras

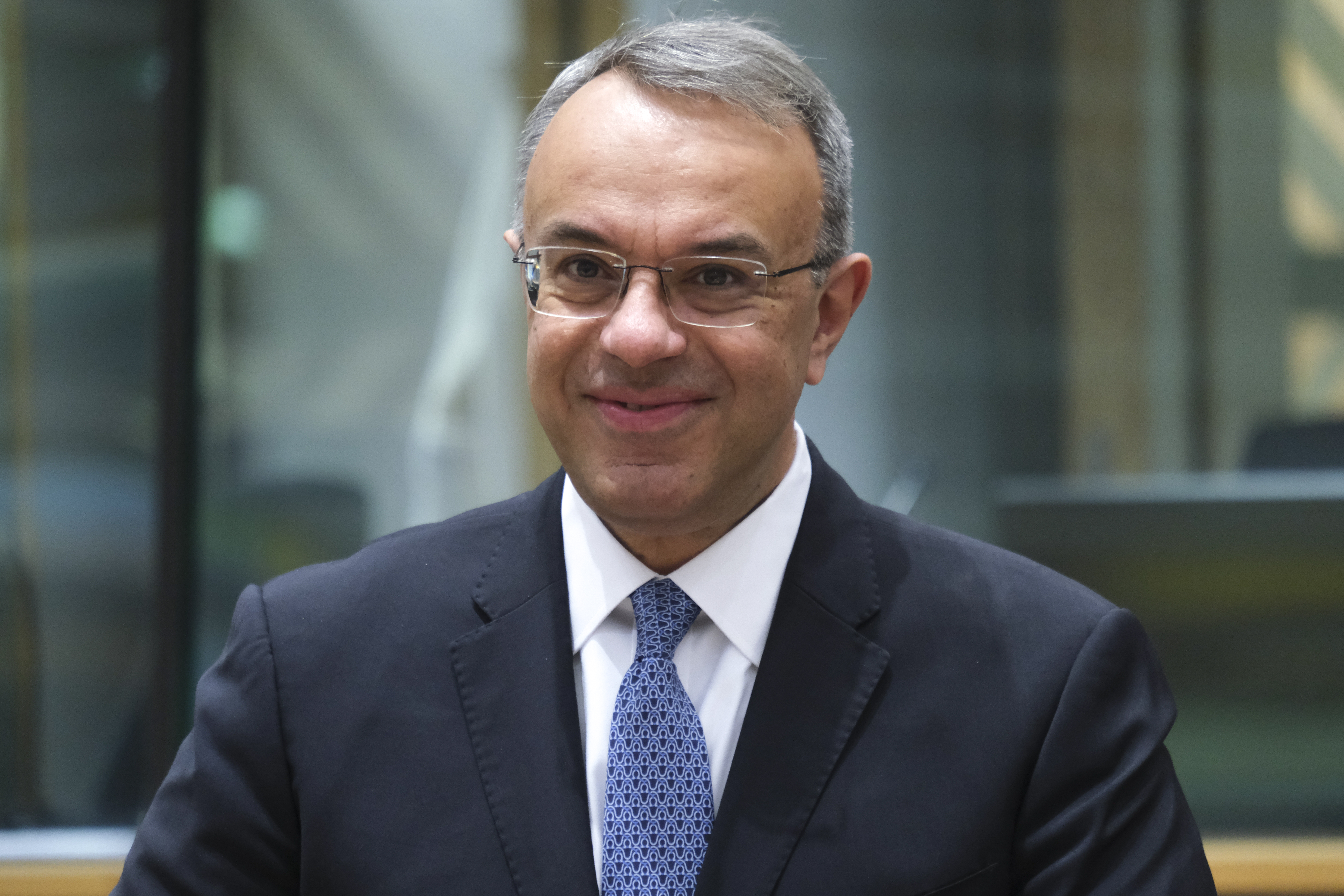
Christos Staikouras (2023)

Christos Konstantinou Staikouras (griechisch Χρήστος Σταϊκούρα; * 12. August 1973 in Lamia) ist ein griechischer Finanzwissenschaftler und Politiker der Neuen Demokratie ND (Nea Dimokratia), der seit 2007 Mitglied des Parlaments ist und zwischen 2019 und 2023 im Kabinett Kyriakos Mitsotakis I Finanzminister war. Im Kabinett Kyriakos Mitsotakis II ist er seit 2023 Minister für Infrastruktur und Verkehr.

## Leben
Christos Konstantinou Staikouras begann nach dem Besuch des Lzyeums im Athener Stadtteil Kypseli ein Maschinenbaustudium an der Nationalen Technischen Universität Athen (NTUA) mit dem Schwerpunkt Produktingenieurwesen, welches er mit einem Bachelor beendete. Ein postgraduales Studium der Fachrichtung Betriebswirtschaftslehre und Management am Imperial College of Science, Technology and Medicine der Universität London schloss er mit einem Master of Business Administration (MBA) ab. Er schloss sein Promotionsstudium an der Abteilung Bank- und Finanzwissenschaft der Cass Business School der City, University of London mit einem Doctor of Philosophy (Ph.D.) im Fach Bankwesen ab. Im Anschluss war er 2000 noch als Wirtschaftswissenschaftler für die Bank of England sowie zwischen August 2000 und Juni 2004 für die Eurobank Ergasias tätig. Er übernahm er 2002 eine Professur an der Wirtschaftsuniversität Athen und ist dort aufgrund seiner politischen Tätigkeit derzeit beurlaubt. Er unterrichtete daneben 2004 auch als Professor an der Universität Thessalien sowie zwischen 2004 und 2007 an der Fernuniversität Patras.
Staikouras, der seit 2007 Mitglied des Zentralkomitees und des Politischen Komitees der Neuen Demokratie ND (Nea Dimokratia) ist, wurde bei der Parlamentswahl in Griechenland am 16. September 2007 erstmals zum Mitglied des Parlaments (Voulí ton Ellínon) gewählt und vertritt nach seinen Wiederwahlen am 4. Oktober 2009, 6. Mai 2012, 17. Juni 2012, 25. Januar 2015, 20. September 2015, 7. Juli 2019, 21. Mai 2023 und am 25. Juni 2023 seither die Interessen von Fthiotida. Innerhalb der Nea Demokratia fungierte er von Oktober 2009 bis Juni 2012 als stellvertretender Leiter des Bereichs Wirtschaftspolitik. Im Juni 2012 übernahm er im Kabinett Andonis Samaras den Posten als stellvertretender Finanzminister und war damit bis Januar 2015 enger Mitarbeiter von Finanzminister Giannis Stournaras (2012 bis 2014) beziehungsweise Gikas Chardouvelis (2014 bis 2015).
Bei den Parlamentswahlen am 7. Juli 2019 erhielt die Nea Dimokratia 39,9 Prozent der Stimmen und 158 von 300 Sitzen im Parlament, die Koalition der Radikalen Linken SYRIZA (Synaspismos Rizospastikis Aristeras) 31,5 Prozent (86 Mandat), die Bewegung für Veränderung PASOK – KIDISO (Panellinio Sosialistiko Kinima - Kinima Allagis) 8,1 Prozent und 22 Mandate, die Kommunistische Partei Griechenlands KKE (Kommounistikó Kómma Elládas) 5,3 Prozent (15 Sitze), die Griechische Lösung EL (Elliniki Lysi) 3,7 Prozent und zehn Sitze, die Europäische Front für Realistischen Ungehorsam MeRA25 (Métopo Evropaïkís Realistikís Anypakoís) 3,4 Prozent und neun Sitze und die Goldene Morgenröte (Chrysi Avgi) 2,9 Prozent und kein Mandat. Die Wahlbeteiligung betrug 57,9 Prozent. Am 8. Juli wurde Kyriakos Mitsotakis als Ministerpräsident vereidigt. Er ernannte daraufhin das Kabinett Kyriakos Mitsotakis I, welches am 9. Juli 2019 vereidigt wurde, und dem Nikos Dendias als Außenminister, Nikos Panagiotopoulos als Verteidigungsminister, Takis Theodorikakos als Innenminister und Christos Staikouras als Finanzminister angehörten. Die Regierung gewann am 22. Juli eine Vertrauensabstimmung mit 158 gegen 142 Stimmen. Staikouras bekleidete das Amt als Finanzminister bis zum 25. Mai 2023.
Bei den Parlamentswahlen am 25. Juni 2023 erhielt die Neue Demokratie 40,5 Prozent der Stimmen und 158 von 300 Sitzen, die Koalition der Radikalen Linken SYRIZA 17,8 Prozent und 48 Mandate, die Panhellenische Sozialistische Bewegung PASOK – KINAL 11,8 Prozent und 32 Sitze, die Kommunistische Partei KKE 7,7 Prozent und 20 Mandate, Spartiaten (Spartiates) 4,6 Prozent und zwölf Sitze, Griechische Lösung EL 4,4 Prozent und zwölf Mandate, Sieg NIKI (Dimokratiko Patriotiko Kinima) 3,7 Prozent und zehn Sitze und Kurs der Freiheit PE (Plefsi Eleftherias) 3,2 Prozent und acht Mandate. Die Wahlbeteiligung lag bei 52,8 Prozent. Am 26. Juni 20213 erhielt Kyriakos Mitsotakis erneut den Auftrag zur Regierungsbildung und wurde am selben Tag als Premierminister vereidigt. In sein am 27. Juni 2023 vereidigten Kabinett Kyriakos Mitsotakis II wurden Giorgos Gerapetritis als Außenminister, Nikos Dendias als Verteidigungsminister, Niki Kerameus als Innenministerin und Kostis Chatzidakis als Finanzminister berufen, während der vorherige Finanzminister Christos Staikouras das Amt als Minister für Infrastruktur und Verkehr übernahm.